# Oleksij Bytschenko
Oleksij Jurijowytsch Bytschenko (hebräisch אולקסי ביצ'נקו; ukrainisch Олексій Юрійович Биченко; russisch Алексей Юрьевич Быченко Alexei Jurjewitsch Bytschenko; * 5. Februar 1988 in Kiew, Ukrainische SSR, Sowjetunion) ist ein ehemaliger ukrainischer und israelischer Eiskunstläufer, der im Einzellauf startet.
Er ist der Vize-Europameister 2016 und damit der erste Israeli, der eine Medaille bei Eiskunstlauf-Europameisterschaften gewinnen konnte. Bei der Nebelhorn Trophy 2013 sicherte er für Israel einen Startplatz bei den Olympischen Winterspielen 2014 in Sotschi. Er trat dort auch selbst an und belegte den 21. Rang.
Bei den Olympischen Winterspielen 2018 stellte Bytschenko in der Kür eine persönliche Bestleistung auf. Mit 257,01 Punkten erreichte er insgesamt den elften Platz. Bei den folgenden Weltmeisterschaften stellte er mit 258,28 Punkten im Gesamtergebnis eine neue persönliche Bestleistung auf, wodurch er Vierter wurde.

## Ergebnisse
GP: Grand Prix; CS: ISU Challenger Serie; JGP: ISU Junior Grand Prix

### Für Israel
| Wettbewerb / Saison         | 2011–12       | 2012–13       | 2013–14       | 2014–15       | 2015–16       | 2016–17       | 2017–18       | 2018–19       | 2019–20       | 2020–21       |
| International               | International | International | International | International | International | International | International | International | International | International |
| --------------------------- | ------------- | ------------- | ------------- | ------------- | ------------- | ------------- | ------------- | ------------- | ------------- | ------------- |
| Olympische Winterspiele     |               |               | 21.           |               |               |               | 11.           |               |               |               |
| Weltmeisterschaften         | 29.           | 31.           | 15.           | 17.           | 13.           | 10.           | 4.            | 22.           |               | 24.           |
| Europameisterschaften       | 22.           | 14.           | 10.           | 4.            | 2.            | 5.            | 5.            | 9.            | 12.           |               |
| GP Cup of China             |               |               |               | 7.            |               |               |               |               |               |               |
| GP Cup of Russia            |               |               |               |               | 10.           | 3.            |               |               |               |               |
| GP Skate America            |               |               |               | 11.           | 12.           |               |               | 9.            | 7.            | 6.            |
| GP Trophée Eric Bompard     |               |               |               |               |               |               | 5.            |               |               |               |
| GP NHK Trophy               |               |               |               |               |               |               | 3.            |               | 11.           |               |
| GP Helsinki                 |               |               |               |               |               |               |               | 9.            |               |               |
| CS Finlandia                |               |               |               | 5.            |               |               |               |               |               |               |
| CS Nebelhorn                |               |               |               | 7.            |               |               |               |               | 3.            |               |
| Bavarian Open               |               | 5.            |               |               |               |               |               |               |               |               |
| Golden Spin                 | 8.            | 5.            | 4.            |               |               | 1.            | 2.            |               | 8.            |               |
| Ice Challenge               |               | 13.           |               |               |               |               |               |               |               |               |
| MNNT Cup                    |               |               |               |               | 1.            |               |               |               |               |               |
| Nebelhorn                   |               | 15.           | 5.            |               |               |               |               |               |               |               |
| Tallinn Trophy              |               |               |               | 1.            |               |               |               |               |               |               |
| U.S. Classic                |               | 14.           | 9.            |               |               |               |               |               |               |               |
| National                    |               |               |               |               |               |               |               |               |               |               |
| Israelische Meisterschaften |               |               |               | 2.            | 1.            | 1.            | 1.            | 2.            | 3.            |               |
| Z: Zurückgezogen            |               |               |               |               |               |               |               |               |               |               |

### Für die Ukraine
| International               | International | International | International | International | International | International | International | International |
| Wettbewerb / Saison         | 02–03         | 03–04         | 04–05         | 05–06         | 06–07         | 07–08         | 08–09         | 09–10         |
| --------------------------- | ------------- | ------------- | ------------- | ------------- | ------------- | ------------- | ------------- | ------------- |
| Crystal Skate               |               |               |               |               |               | 3.            | 2.            | 4.            |
| Cup of Nice                 |               |               |               |               |               | 11.           |               |               |
| Finlandia                   |               |               |               |               |               |               | 11.           |               |
| Nepela Memorial             |               |               |               |               |               |               |               | 8.            |
| Skate Israel                |               |               |               | 6.            |               |               |               |               |
| Universiade                 |               |               |               |               | 29.           |               |               |               |
| International: Junioren     |               |               |               |               |               |               |               |               |
| JGP Andorra                 |               |               |               | 15.           |               |               |               |               |
| JGP Kroatien                |               |               |               | 10.           |               |               |               |               |
| JGP Tschechische Republik   |               | 22.           |               |               |               |               |               |               |
| JGP Taiwan                  |               |               |               |               | 8.            |               |               |               |
| JGP Ukraine                 |               |               | 19.           |               |               |               |               |               |
| National                    |               |               |               |               |               |               |               |               |
| Ukrainische Meisterschaften | 4.            | 4.            | 2. J.         |               | 2.            | 2.            |               | 3.            |
| J. = Junioren               |               |               |               |               |               |               |               |               |